# Lydia Auster
Pour les articles homonymes, voir Auster.
Lydia Martynovna Auster (Лидия Мартыновна Аустер (en russe : Lidiya Martynovna Auster)), née le 30 mai 1912 à Petropavlovsk et morte le 3 avril 1993 à Tallinn, est une compositrice soviétique et estonienne.

## Biographie
Lydia Auster nait à Petropavlovsk, dans l'oblast d'Akmolinsk. Après des études musicales à Omsk de 1927 à 1931, elle entre au Conservatoire de Saint-Pétersbourg, où elle étudie avec Mikhail Youdin (en). Elle poursuit ensuite ses études au Conservatoire de Moscou avec Vissarion Shebalin. Après avoir obtenu son diplôme en 1938, elle poursuit des études supérieures qui sont interrompues en 1941, puis reprises en 1944. Pendant la période où elle n'étudie pas, elle travaille comme compositrice attitrée pour l'orchestre philharmonique d'Ashgabat, en République socialiste soviétique de Turkménistan.
Après la fin de la Grande Guerre patriotique, Lydia Auster se rend en République socialiste soviétique d'Estonie pour étudier la musique folklorique locale. En 1948, Auster est nommée directrice musicale du Comité de la télévision et de la radio de la République socialiste soviétique d'Estonie. Malgré sa position, elle est critiquée par les autorités soviétiques pour son formalisme. Cependant, elle continue à exercer ses fonctions jusqu'en 1984. Elle siège également au conseil d'administration de l'Union des compositeurs de la République socialiste soviétique d'Estonie.
Elle a été nommée Artiste d'honneur de la République socialiste soviétique d'Estonie en 1957 et Artiste du peuple de la République socialiste soviétique d'Estonie en 1984.
Selon Leonid Entelis (ru), ses ballets, ainsi que ceux d'Eugen Kapp (en), ont joué un rôle crucial dans le développement du ballet en Estonie.
Outre ses quatre ballets, Auster a également composé des œuvres orchestrales, de la musique de scène, de la musique de chambre et des chansons, ainsi qu'un opéra. Parmi les chefs d'orchestre qui ont défendu son œuvre se trouvent Neeme Järvi, Eri Klas, Roman Matsov, Rostislav Merkulov (et), Kirill Raudsepp (et), Alexander Ryabov (de).